# Magnolia championii
Espèce
Statut de conservation UICN

 DD  : Données insuffisantes
Magnolia championii est une espèce de plantes à fleurs de la famille des Magnoliaceae. C'est un arbuste ou un arbre trouvé en Asie.

## Description
C'est un arbuste ou un arbre.

## Répartition et habitat
L'espèce est trouvée dans le sud de la Chine et dans le nord du Viêt Nam.
Elle pousse en milieu tropical humide.

## Liste des sous-espèces
Selon World Checklist of Selected Plant Families (WCSP) (31 décembre 2013) :
- Magnolia championii Benth. (1861)

Selon Tropicos (31 décembre 2013) (Attention liste brute contenant possiblement des synonymes) :
- sous-espèce Magnolia championii subsp. fistulosa (Finet & Gagnep.) J. Li